# Taft Heights
Taft Heights és una concentració de població designada pel cens dels Estats Units a l'estat de Califòrnia. Segons el cens del 2000 tenia 1.865 habitants.

## Demografia
Segons el cens del 2000, Taft Heights tenia 1.865 habitants, 676 habitatges, i 484 famílies. La densitat de població era de 2.400,3 habitants/km².
Dels 676 habitatges en un 37% hi vivien nens de menys de 18 anys, en un 51,9% hi vivien parelles casades, en un 12,3% dones solteres, i en un 28,3% no eren unitats familiars. En el 21,4% dels habitatges hi vivien persones soles el 9% de les quals corresponia a persones de 65 anys o més que vivien soles. El nombre mitjà de persones vivint en cada habitatge era de 2,76 i el nombre mitjà de persones que vivien en cada família era de 3,2.
Per edats la població es repartia de la següent manera: un 31,8% tenia menys de 18 anys, un 10% entre 18 i 24, un 27,6% entre 25 i 44, un 18,8% de 45 a 60 i un 11,8% 65 anys o més.
L'edat mediana era de 30 anys. Per cada 100 dones de 18 o més anys hi havia 96,9 homes.
La renda mediana per habitatge era de 37.684 $ i la renda mediana per família de 37.944 $. Els homes tenien una renda mediana de 36.098 $ mentre que les dones 21.765 $. La renda per capita de la població era de 14.485 $. Entorn del 17,2% de les famílies i el 18% de la població estaven per davall del llindar de pobresa.

## Poblacions més properes
El següent diagrama mostra les poblacions més properes.